# Joschi Schneeberger

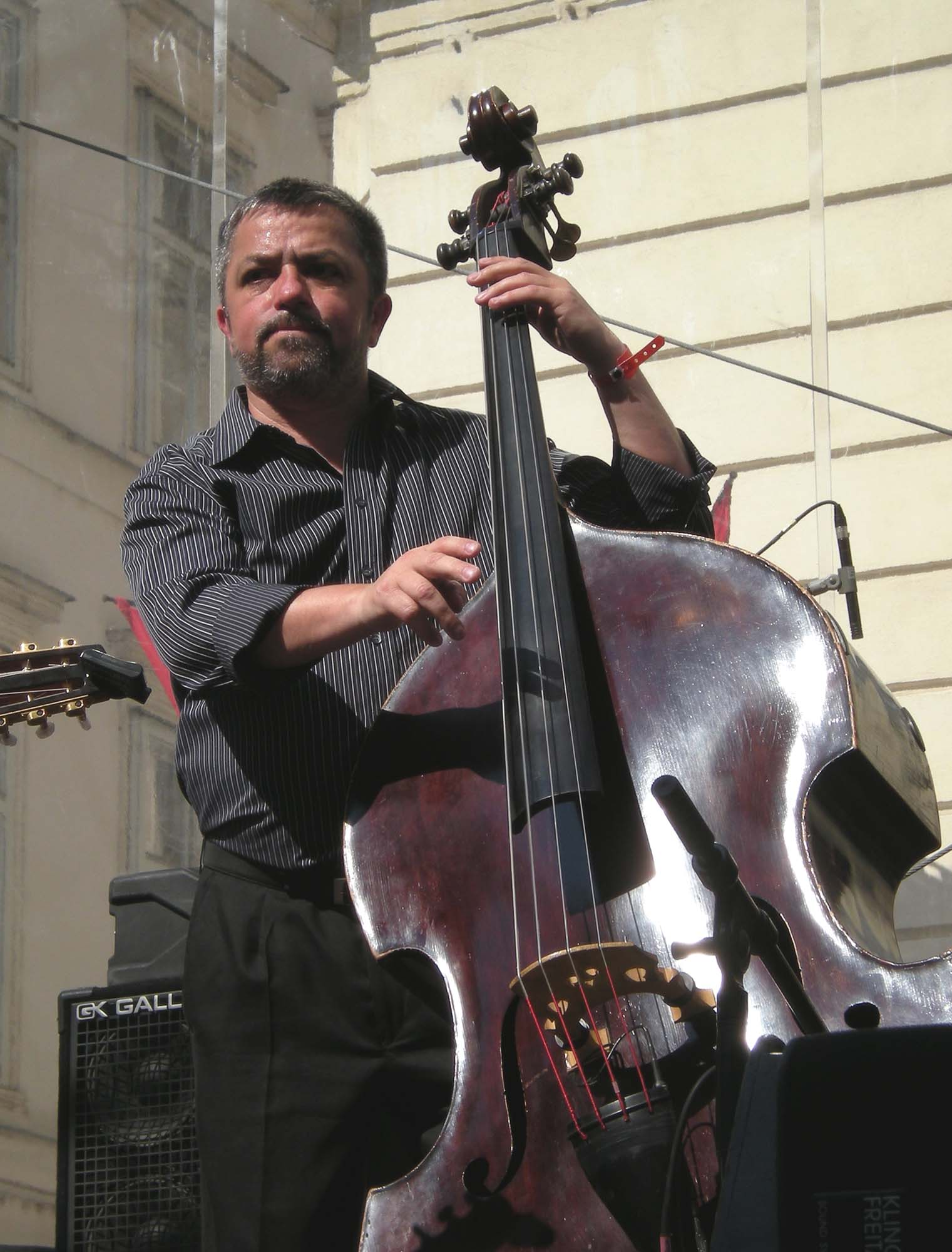
Joschi Schneeberger (2009)

Adolf „Joschi“ Schneeberger (* 1957 in Wien) ist ein österreichischer Jazzmusiker (Kontrabass).

## Leben und Wirken
Schneeberger, der aus einer Sinti-Familie stammt, brachte sich das Bassspielen als Autodidakt bei. 1982 begann er seine Laufbahn im Ensemble von Zipflo Weinrich, dem er bis 1990 angehörte. Dann gehörte zu den Bands von Harri Stojka und Elly Wright und trat mit dem Ensemble Gansch and Roses und der Jazz-Gitti auf. Auch arbeitete er mit Musikern wie Erich Bachträgl, Benny Bailey, Gustavo Bergalli, Till Brönner, Klaus Dickbauer, Rolf Ericson, Bill Grah, Heinz von Hermann, Ingrid Jensen, Oscar Klein, Mundell Lowe, Fritz Pauer, Wolfgang Puschnig, Allan Praskin, Karl Ratzer, Hans Salomon, Hal Singer, Clark Terry oder Häns’che Weiss.
1999 Gründung seines eigenen Trios mit Karl Hodina & Striglo Stöger. Zu seinem seit 2007 bestehenden eigenen Sextett gehört auch sein Sohn, der Gitarrist Diknu Schneeberger. Bis 2018 war er zudem Mitglied des Diknu Schneeberger Trio.

## Diskographie

### Als Leader
- Joschi Schneeberger Gypsy Swingtet SUSMOGUS (2023)
- Joschi Schneeberger Quartett Reiselust (2021)
- Joschi Schneeberger Quintett LIVE (2015)
- Joschi Schneeberger Sextett Du und I (2008)
- Joschi Schneeberger Quintett Rani (2004)
- Joschi Schneeberger Trio Ägäis (2003)
- Joschi Schneeberger Trio Crazy Year (2000)

### Als Sideman
- Zipflo Weinrich: Mari Gili (1982), à Dadlo (1985), For You (1986) mit Karl Ratzer, Miri Menschengi (1988), Bonjour Madame (1990) mit Karl Ratzer
- Elly Wright: A World Of My Own (1994), A Rainbow Round Your Soul (1996), Reminiscing (1998), Reflection (2000), The Girl from Vienna-City (2006), Jubilee (2008), Nostalgically Yours . Two of a Kind (2011)
- Lady „P“ and Friends: Review to Cole Porter (1996), I Have Your Love For Christmas (1996), Swingin` Christmas Time (2003)
- Vienna String Quartet: Tempus Fugit (1996)
- Mongo Stojka: Nevi Luma (1997)
- Gipsy Swingtet: Sinti Swing (1998)
- Hans Salomon: Speak Low (2000), Midnight Lady (2000), Romantic Jazz For Christmas (2000)
- Erwin Schmidt Trio: Dorothys Valentine (2001)
- Harri Stojka: Unplugged (2002), Gitancoeur d`Europe (2011)
- Andi Weiss Quintett: Thank You Mr. Blakey (2004)
- Jazz Trio 57 plus: When I`m with you (2004), Gospels 2 Listen (2006)
- Robert Schönherr: Saturday Feeling (2005), The Blues Side of Flipper (2008)
- Christine Brezovsky: Strong! the newland trax (2005)
- Diknu Schneeberger Trio: Rubina (2007), The Spirit Of Django (2010), Friends (2012)
- Gansch and Roses: Hot Feet (2009)

## Preise und Auszeichnungen
2015 Deutscher Schallplattenpreis mit Benjamin Schmids Album Hot Club Jazz (Gramola).
In seiner Band spielten Diknu Schneeberger, Joschi Schneeberger und Martin Spitzer.
Am 12. Juni 2025 erhielt er das Goldene Ehrenzeichen für Verdienste um die Republik Österreich.